# Anoectochilus xingrenensis
Anoectochilus xingrenensis là một loài thực vật có hoa trong họ Lan. Loài này được Z.H.Tsi & X.H.Jin mô tả khoa học đầu tiên năm 2002.